# Granita
Granité eller granita är ursprungligen en italiensk isglass eller i det närmaste smaksatt is. Ofta mixar man bär eller frukt, vätska och en smaksättare som man sedan fryser in i små portioner. Man kan också frysa in en större portion som man sedan skedar upp. Man kan experimentera friskt men till exempel kan man använda Champagne, vitt vin, fruktsoda eller grappa som vätska. Som smaksättare kan man exempelvis använda alla upptänkliga örter, chili eller citron.